# Gmina Viola (hrabstwo Audubon)

Położenie Gminy Viola w hrabstwie Audubon

Gmina Viola (ang. Viola Township) – gmina w USA, w stanie Iowa, w hrabstwie Audubon. Według danych z 2000 roku gmina miała 196 mieszkańców.